# Great Glen Way

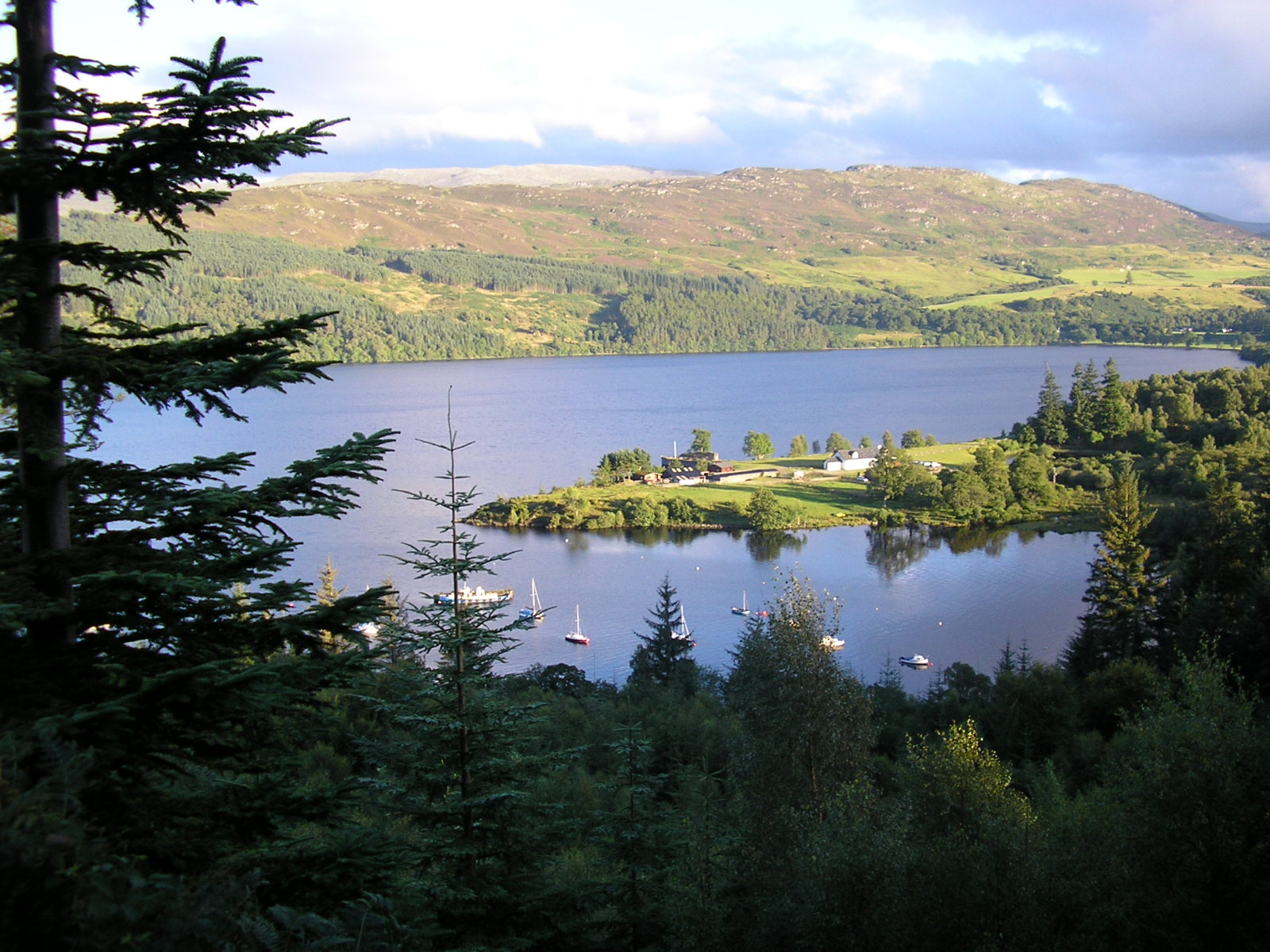
Vista del lago Ness desde Fort Augustus.

La Great Glen Way es una ruta a pie que recorre gran parte de Escocia siguiendo una serie de valles encadenados llamados en conjunto Great Glen. La ruta une las ciudades de Fort William e Inverness.

## Historia
La Great Glen Way se inauguró en el año 2002.

## Itinerario

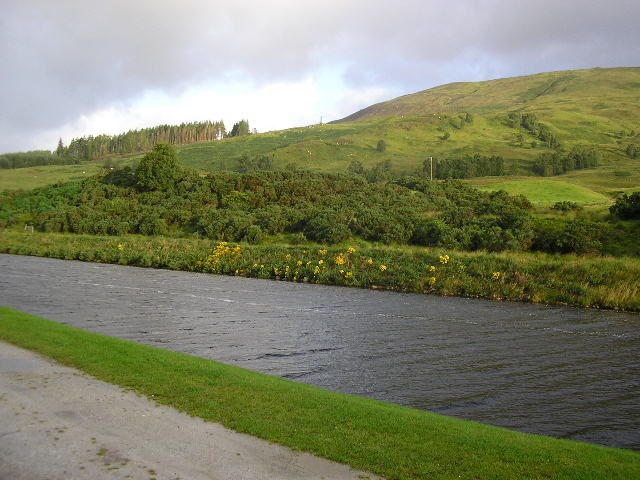
Canal de Caledonia.

Se extiende desde Fort William hasta Inverness, o dicho de otra forma, desde el Ben Nevis, el monte más alto de Gran Bretaña, hasta el final del lago Ness. En total tiene 117 kilómetros de largo.
El sendero, perfectamente señalizado a lo largo de todo el recorrido, comienza en Old Fort, en Fort William, y rodea las orillas del loch Linnhe antes de unirse al histórico canal de Caledonia, desde Corpach a Gairlochy. El siguiente tramo, que principalmente atraviesa zonas de bosque, pasa muy cerca de la orilla occidental del loch Lochy antes de llegar a Laggan. Desde aquí pasa por la ribera este del loch Oich para después seguir la vía del antiguo ferrocarril y un tramo de la General Wade's Military Road, antes de reincorporarse de nuevo al canal en dirección a Fort Augustus.
En Fort Augustus comienza la primera ascensión del recorrido. El esfuerzo queda recompensado por las impresionantes vistas del pueblo y del lago Ness que se obtienen al atravesar el bosque en dirección a Invermoriston. A continuación, otra subida y más vistas espectaculares a medida que el camino sigue hacia Drumnadrochit.
Desde aquí la ruta atraviesa tierras de cultivo desde las que se puede contemplar el lago Ness y el castillo de Urquhart. Luego sigue un tramo que pasa por campos de brezo en dirección a Abriachan. La última parte del recorrido conduce hasta Blackfold antes de descender hacia el castillo de Inverness.